# Олійник Олександр Олександрович
Олекса́ндр Олекса́ндрович Олі́йник (21 липня 1979, м. Дніпропетровськ, УРСР — 7 березня 2022, Чернігівська область, Україна) — український військовий, старший сержант Збройних Сил України, учасник російсько-української війни.

## Життєпис

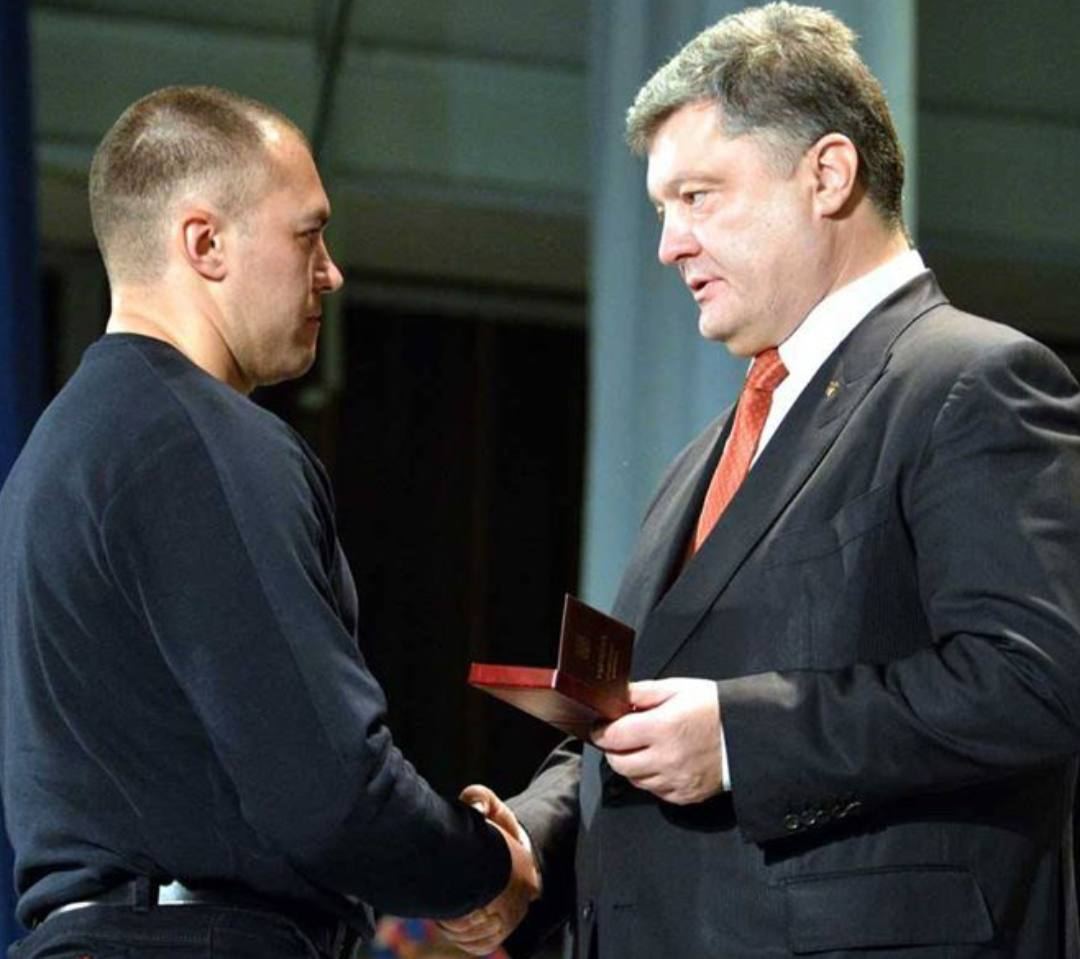
Петро Порошенко нагороджує медаллю Олександра Олійника за оборону Донецького аеропорту

Народився 21 липня 1979 року в м. Дніпропетровську колишньої УРСР.
Закінчив Дніпровський коледж залізничного транспорту та транспортної інфраструктури. Працював металургом на металургійному заводі Інтерпайп Сталь. В Збройних Силах України - з 2014 року.
Старший сержант, командир танку підрозділу 93 ОМБр.  Брав участь в боях за Піски, Донецький аеропорт, Авдіївку, Ясинувату та інші багатостраждальні пункти вогняних сутичок з російськими окупантами.
7 березня 2022 року загинув в боях з агресором поблизу м. Чернігова в ході відбиття російського вторгнення в Україну.

## Родина
Одружений (2002). Дружина — Юлія Гільова, доньки — Валерія та Софія.

## Нагороди та вшанування
- орден «За мужність» II ступеня (23 травня 2022 року, посмертно) — за особисту мужність і самовіддані дії, виявлені у захисті державного суверенітету та територіальної цілісності України, вірність військовій присязі[2].
- орден «За мужність» III ступеня (10 жовтня 2015 року) — за особисту мужність, сумлінне та бездоганне служіння Українському народові, зразкове виконання військового обов'язку[3].